# Spoorlijn 22
Spoorlijn 22 was een spoorlijn die Tienen verbond met Diest.

## Geschiedenis
De spoorlijn werd geopend op 27 mei 1878. Het reizigersverkeer werd op 29 september 1957 opgeheven op het baanvak Drieslinter-Diest, en op 1 juni 1958 op het baanvak Tienen-Drieslinter. Het goederenverkeer werd vanaf dan ook in stappen opgeheven. Het deel Halen-Diest werd in 1961 stopgezet, het deel Drieslinter-Halen in 1964 en het deel Grimde-Drieslinter in 1967.
Enkel op het deel Tienen-Grimde bleef het goederenverkeer actief om de suikerfabriek van Tienen, die naast station Grimde ligt, te bedienen. Ten slotte werd in 1988 ook dit deel gesloten voor het goederenverkeer.
De spoorlijn is volledig opgebroken. In 1967 gebeurde dit met het deel Halen - Diest, in 1970 met het deel Grimde - Halen en in 1999 volgde het deel Tienen - Grimde.

## Huidige toestand
- Op de bedding werd een fiets- en wandelpad aangelegd in beton van Halen aan de autoweg E314 tot aan lijn 36 in Tienen (28 km).
- Op de bedding werden in Halen 1,5 km wegen aangelegd met een fietspad.
- In Grimde bij Tienen is de bedding over 1,5 km ingenomen door een afgesloten bedrijf.

## Aansluitingen
In de volgende plaatsen was er een aansluiting op de volgende spoorlijnen:
Tienen
Spoorlijn 36 tussen Brussel-Noord en Luik-Guillemins
Spoorlijn 142 tussen Namen en Tienen
Drieslinter
Spoorlijn 23 tussen Drieslinter en Tongeren
Diest
Spoorlijn 17 tussen Diest en Beringen-Mijn
Spoorlijn 35 tussen Leuven en Hasselt